# Étienne de Puget
Étienne de Puget a été évêque de Marseille de 1644 jusqu’à sa mort survenue le  11 janvier 1668.

## Biographie
Marié à la fille de M. de Hallé, maître aux comptes de Paris, il rentra dans les ordres à la mort de sa femme. Malherbe fit un sonnet sur la mort de cette dame. Étienne de Puget fut nommé évêque titulaire de Dardanie (de) en novembre 1623 et sacré à Paris dans l’église de Picpus par François de Harlay, archevêque de Rouen, assisté des évêques d’Albi et de Cousserans. il est alors administrateur apostolique de l'évêché de Metz jusqu'en 1628 lorsqu'il démissionne. En 1643, il est nommé à la succession de l’évêque de Marseille Jean-Baptiste Gault décédé. Ses bulles lui sont adressées le 18 avril 1644. La date exacte de son arrivée à Marseille n’est pas connue mais doit se situer à la fin du mois d’octobre 1646.
Il admit plusieurs familles religieuses à Marseille : les Présentines, Les lyonnaises ou tertiaires de Saint-François, les feuillants, les Carmes de Mazargues. Durant son épiscopat, il réussit à lancer les travaux de construction d’un nouveau palais épiscopal sur le terrain choisi par un de ses prédécesseurs Arthur d'Épinay de Saint-Luc. Ce terrain où se trouvait une fonderie de cloches et de canons avait été concédé par le roi. Pour se procurer les fonds nécessaires à cette construction il céda, à la suite d’une transaction du 29 mai 1647, la juridiction de Saint-Marcel qui faisait alors partie du territoire de la ville d’Aubagne, à la ville de Marseille. Il aliéna également la terre de Néoules au diocèse de Toulon. Le 14 mai 1656 il consacra dans la cathédrale de la Major, Toussaint de Forbin-Janson évêque de Digne qui devait douze ans plus tard lui succéder.
Durant la période 1655-1660 Marseille manifeste son esprit d’indépendance par divers troubles, agitations et provocations à l’égard du pouvoir royal. Louis XIV, libéré de la guerre avec l’Espagne par la signature du traité des Pyrénées, décide de sévir. Avec ses troupes il marche sur Marseille. Arrivé à Aix-en-Provence le 18 janvier 1660 il prend les premières mesures du châtiment royal : occupation militaire de Marseille, construction de la citadelle Saint-Nicolas et du fort Saint-Jean. Le conseil municipal de Marseille supplia l’évêque Étienne de Puget d’aller calmer la colère du roi. L’évêque accepta ce mandat mais craignant que la Cour lui reproche de ne pas avoir montré assez de zèle pour s’opposer aux troubles, il décide de paraître plus vieux qu’il ne l’était. Ce simulacre fut tellement réussi que, selon l’historien Papon, des ecclésiastiques postulèrent pour sa succession. Malgré cela la délégation n’obtint aucun assouplissement de Mazarin et de Louis XIV.

## Armoiries
Ses armoiries sont : Écartelé, au 1er et au 4e, d'or, à un arbre de sinople, sortant d'une motte de terre d'argent, au chef d'azur chargé de trois étoiles d'or, qui est de Castillon ; au 2e et au 3e, d'argent, à la vache de gueules, portant une étoile d'or entre les deux cornes, qui est de Puget ; sur le tout d'azur, à la croix potencée d'or, cantonnée de quatre croisettes de même, qui est du chapitre de la cathédrale de Marseille.